# باب مکناب
باب مکناب (به انگلیسی: Bob McNab) بازیکن فوتبال زادهٔ ۲۰ ژوئیه ۱۹۴۳ اهل کشور انگلستان که سابقهٔ بازی در تیم ملی فوتبال انگلستان را در کارنامهٔ خود دارد. وی در تاریخ ۶ نوامبر ۱۹۶۸ نخستین بازی ملی خود را در مقابل تیم ملی فوتبال رومانی انجام داد و با حضور در ۴ بازی ملی، در تاریخ ۳ مه ۱۹۶۹ واپسین بازی ملی‌اش را در برابر تیم ملی فوتبال ایرلند شمالی برگزار کرد.